# Shih tzu
Shih tzu – jedna z ras psa, należąca do grupy psów do towarzystwa, zaklasyfikowana do sekcji psów tybetańskich. Typ jamnikowaty. Nie podlega próbom pracy.

## Rys historyczny
Istniały teorie, według których shih tzu powstał ze skrzyżowania pekińczyka z lhasa apso, jednakże analizy DNA wskazują, że shih tzu jest znacznie starszą rasą. Nazwa „shih tzu” pochodzi z języka chińskiego i oznacza dosłownie „lwi pies” (chin. upr. 狮子狗, chin. trad. 獅子狗, pinyin shīzi gǒu).
Do Europy (Wielka Brytania) trafił jako podarunek w latach trzydziestych XX wieku.

## Wygląd

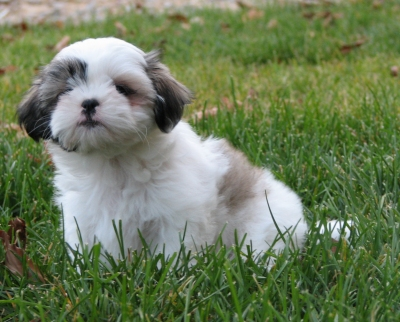
Szczenię rasy shih tzu

### Szata i umaszczenie
Włos u shih tzu jest długi, miękki i po wyczesaniu łatwy do usunięcia. Występuje w różnych kolorach: włączając biały, beżowy, tricolor i – czasem – czarny.

### Głowa
Wyrazista, okrągła i szeroka, z bardzo mocno zaznaczonym stopem. Pokryta obfitym włosem, który na kufie rośnie w górę, dzięki czemu głowa ma przypominać chryzantemę. Kufa płaska, graniasta, krótka, bez zmarszczek. Zgryz cęgowy lub lekki przodozgryz.

### Oczy
Duże, ciemne i okrągłe, ale nie wyłupiaste, rozstawione szeroko. Jaśniejszy odcień jest dopuszczalny u psów maści wątrobianej lub ze znaczeniami tej barwy.

### Nos
Czarny lub ciemny wątrobiany, lekko zadarty lub prosty, o szeroko rozwartych nozdrzach. Grzbiet nosa powinien znajdować się na linii dolnej powieki lub nieco niżej, nos nie może być skierowany w dół.

### Uszy
Długie, wiszące, porośnięte bardzo obfitym włosem, osadzone szeroko po bokach głowy.

### Szyja
Proporcjonalnie długa, wygięta w delikatny łuk, noszona wysoko.

### Ogon
Porośnięty długim, gęstym włosem, osadzony i noszony wysoko.

### Waga
Odpowiednia waga dorosłego Shih tzu według wzorca FCI kształtuje się w przedziale od 4,5 do 7,5 kg.

## Zachowanie i charakter
Shih tzu jest psem niezależnym, towarzyskim i wesołym. Nie przejawia skłonności do włóczęgostwa. Nadaje się do hodowania w rodzinie z dziećmi, toleruje inne zwierzęta domowe, a jego charakter przeważnie dostosowuje się do trybu życia rodziny. Lubi spacery i zabawy ruchowe z udziałem innych domowników. Shih tzu jest rasą, która lubi spać, więc jest mało prawdopodobne, że będzie niszczył rzeczy z powodu nudy gdy zostanie sam, jednak jak każdy pies lubi mieć bliski kontakt z właścicielem.

## Zdrowie i pielęgnacja
Pielęgnacja włosa jest wymagana. Aby uniknąć jej skołtunienia, musi być czesana codziennie. Oczy i uszy wymagają starannej pielęgnacji, czasami nawet z użyciem medykamentów. Może być także wymagane codzienne przemywanie oczu specjalistycznymi środkami dla psów. Przeciętna długość życia psów rasy shih tzu to ok. 10–20 lat.

### Choroby, na które jest podatna rasa shih tzu
- Autoimmunologiczne zapalenie tarczycy – w przebiegu tej choroby dochodzi do zniszczenia gruczołu tarczowego (tarczycy) przez autoprzeciwciała, wytwarzane w organizmie zwierzęcia. Objawy to wypadanie włosa, sucha, łuskowata skóra i utrata wagi. Choroba ta uwarunkowana jest genetycznie.
- Entropium – jest to podwinięcie brzegu powiek, powodujące drażnienie przez rzęsy gałki ocznej. Zazwyczaj jest to cecha wrodzona i wymaga interwencji chirurgicznej.
- Wypadanie gałki ocznej – z uwagi na budowę czaszki i bardzo płytkie oczodoły, w przypadku uderzenia lub nagłego zatrzymania się zwierzęcia, gałka oczna może wypaść. Tego typu zdarzenie wymaga bezzwłocznej pomocy lekarskiej.
- Niedoczynność nadnerczy – objawy to osowiałość, osłabienie, suchość i wypadanie sierści, z czasem dochodzi do odwodnienia organizmu i upośledzenia czynności nerek.
- Niedrożność kanalika łzowego – skutkiem tego schorzenia jest bezustanne wyciekanie łez z oczu, powodujące zacieki.
- Choroby serca – niedorozwój zastawki trójdzielnej. Objawami są: apatia, brak apetytu i utrata wagi, ponadto szmery w sercu. Prowadzi do śmierci z wyniszczenia i osłabienia.
- Niewydolność nerek – choroba specyficzna dla shih tzu. Spowodowana jest niedostatecznym rozwojem tkanki miąższowej nerek. Objawy występujące już u szczeniąt to nadmierne picie i częste oddawanie moczu. Rokowanie jest niepomyślne, choroba często prowadzi do śmierci.
- Udar cieplny – zagraża wszystkim psom o krótkich pyskach.
- Zwężenie nozdrzy – jest to uwarunkowana genetycznie, wrodzona wada u shih tzu. W cięższych przypadkach widoczna już po urodzeniu i połączona z deformacją nosa. Szczeniak nie jest w stanie oddychać przez nos, nie ssie i ciągle piszczy. Istnieje konieczność karmienia go sondą i trzymania w cieple, w ciągu mniej więcej dwóch tygodni zagrożenie dla życia mija, a nos wraca do prawie prawidłowego kształtu po kilku miesiącach. Pies ma jednak stałe trudności z oddychaniem.
- Zespół Cushinga – połączenie niektórych objawów powyższych chorób.